# Литвиненко Олексій Миколайович
Олексі́й Микола́йович Литвине́нко — солдат Збройних сил України, учасник російсько-української війни.
Вояк батальйону «Київська Русь».

## Нагороди
За особисту мужність і героїзм, виявлені у захисті державного суверенітету та територіальної цілісності України, вірність військовій присязі під час російсько-української війни нагороджений:
- орденом «За мужність» III ступеня (26.2.2015), II ступеня (17.5.2019)